# Anarsia
Anarsia là một chi bướm đêm thuộc họ Gelechiidae.

## Hình ảnh

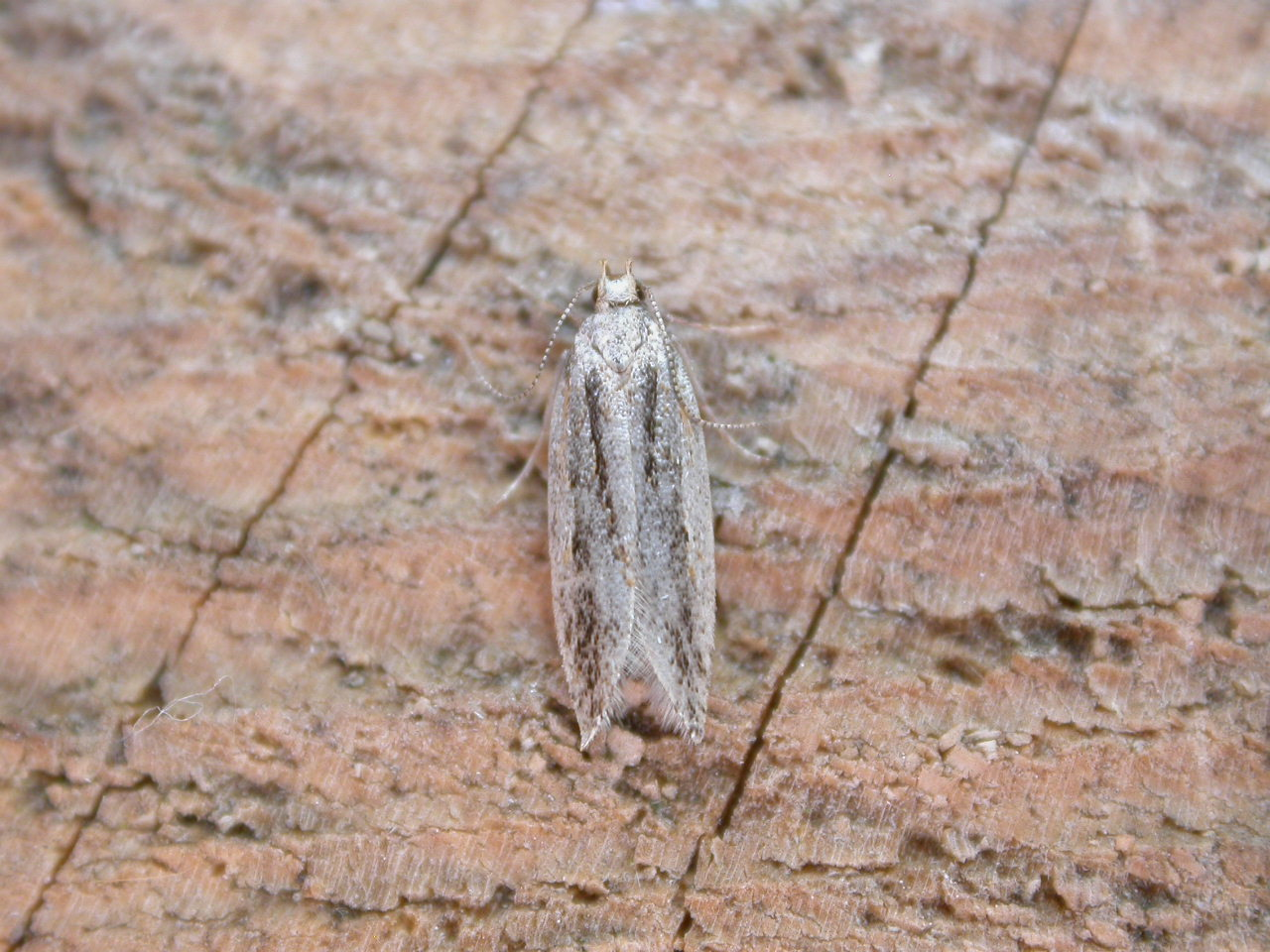
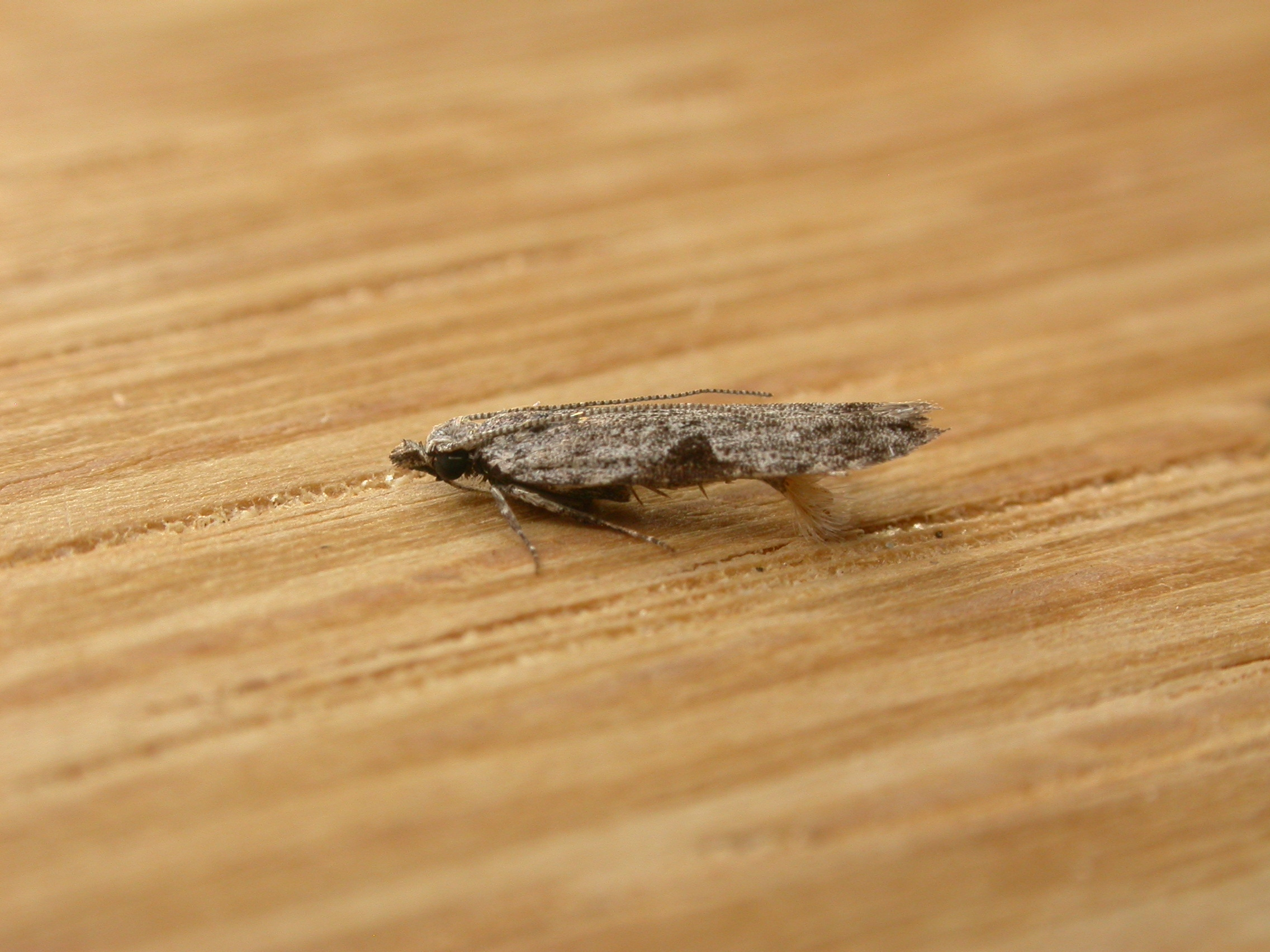
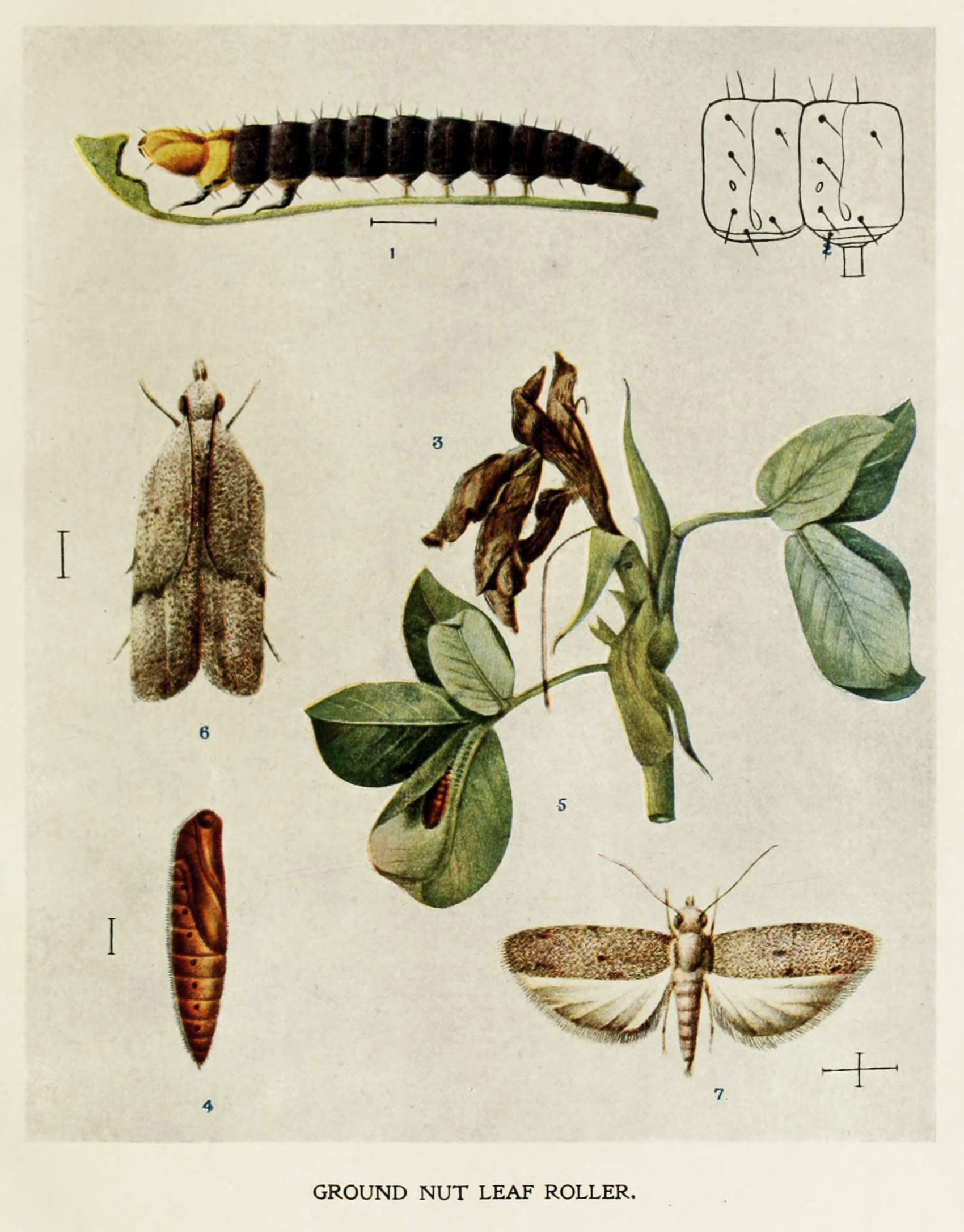

## Các loài
- Anarsia lineatella
- Anarsia spartiella
- Anarsia bilbainella
- Anarsia eleagnella
- Anarsia molybdota
- Anarsia anisodonta
- Anarsia centrospila
- Anarsia dryinopa
- Anarsia epiula
- Anarsia hippocoma
- Anarsia leucophora
- Anarsia patulella